# Wet van Joule
De wet van Joule geeft het verband weer tussen de hoeveelheid warmte, de hoeveelheid energie, die in een weerstand wordt gegenereerd als er een elektrische stroom doorheen gaat. Het verschijnsel  dat er warmte in een weerstand vrijkomt als er een elektrische stroom doorheen gaat wordt het joule-effect genoemd. De wet is genoemd naar de Engelse natuurkundige James Prescott Joule. In het geval van een constante stroom luidt de wet:
{\displaystyle W=I^{2}R\,t}
Daarin is:
{\displaystyle W}: energie in joule [J]
{\displaystyle I}: stroom in ampère [A]
{\displaystyle R}: weerstand in ohm [Ω]
{\displaystyle t}: tijd in seconde [s]
Afgeleid hiervan:
Het thermisch vermogen {\displaystyle P} van een elektrische warmtebron, in watt, is:
{\displaystyle P=I^{2}\cdot R}
of:
{\displaystyle P=U\cdot I}   (want {\displaystyle U=R\cdot I} volgens de wet van Ohm)
Daarin is:
{\displaystyle U} de spanning in volt
Het joule-effect wordt onder andere gebruikt in gloeilampen, smeltzekeringen en soldeerbouten, maar ook in elektrische verwarmingen, zoals een radiator, een oven, haardroger en broodrooster. 

## Hydraulisch analogon
Bij de energiebalans van grondwaterstroming wordt een hydraulisch analogon van de wet van Joule gebruikt:
{\displaystyle {\mathrm {d} E \over \mathrm {d} x}={v_{x}^{2} \over K}}
Daarin is:
| {\displaystyle {\frac {\mathrm {d} E}{\mathrm {d} x}}} | het wrijvingsverlies van hydraulische energie {\displaystyle E} in de stroomrichting {\displaystyle x} per eenheid van tijd [m/dag] – Te vergelijken met {\displaystyle W/t} en de wet van Darcy. |
| {\displaystyle v_{x}}                                  | de stroomsnelheid in {\displaystyle x}-richting [m/dag] – Te vergelijken met {\displaystyle I}.                                                                                                   |
| {\displaystyle K}                                      | de doorlatendheid van de grond [m/dag] – De doorlatendheid is omgekeerd evenredig met de stromingsweerstand die vergelijkbaar is met {\displaystyle R}                                            |